# واسیلی دینکو
واسیلی دینکو (انگلیسی: Vasile Dîncu؛ زادهٔ ۲۵ نوامبر ۱۹۶۱) سیاست‌مدار، جامعه‌شناس و نویسنده اهل رومانی است، که هم‌اکنون به‌عنوان وزیر دفاع ملی رومانی فعالیت می‌کند. وی در فاصله سال‌های ۲۰۱۵ تا ۲۰۱۷ قائم‌مقام نخست‌وزیر رومانی بود.